# Welcome to Hell
Welcome to Hell è il debutto discografico del gruppo musicale heavy metal britannico Venom, pubblicato nel dicembre 1981 dalla Neat Records.
Le sonorità del disco sono molto grezze e rumorose, forse in parte perché i membri della band pensavano di stare incidendo un semplice demo e non un album vero e proprio, durante i soli tre giorni nei quali si trovarono a registrare in studio. Secondo quanto dichiarato dallo scrittore Dayal Patterson, la qualità relativamente bassa (low-fi) di Welcome to Hell fu di ispirazione per molti gruppi metal norvegesi, che considerarono il suono potente e tecnicamente basilare dell'album una vera affermazione del genere black metal. Patterson scrisse che Welcome to Hell, e l'album immediatamente successivo Black Metal, sono entrambe opere alla base della nascita del black metal, di importanza fondamentale nello sviluppo del genere.
L'album è stato ristampato in formato CD dalla Sanctuary Records nel 2002 con l'aggiunta di numerose tracce bonus.

## Descrizione
(Geoff Barton, Sounds, dicembre 1981, What's Your Poison?, recensione dell'album)
È stato registrato nel 1981 e pubblicato alla fine dello stesso anno. L'album è considerato uno dei dischi più importanti per la nascita del black metal, genere del quale i Venom sono spesso citati tra i pionieri, insieme a Bathory, Celtic Frost, Hellhammer e Mercyful Fate.
Welcome to Hell è stato inoltre una grande fonte di ispirazione per molte band, da cui sarebbero poi nati nuovi stili di heavy metal, in particolare metal estremo: thrash metal, death e il già citato black metal.

### Registrazione
Nell'agosto 1981, la Neat Records, favorevolmente colpita dal successo del singolo In League with Satan/Live Like an Angel [Die Like a Devil], chiese alla band di registrare qualche demo di nuovi pezzi nei suoi Impulse Studios. Seppur grezzi, alla Neat piacciono i demo e senza pensarci due volte, la casa discografica comunica al gruppo di volerli pubblicare sotto forma di album vero e proprio. A tal proposito, Cronos, bassista e cantante dei Venom, ricorda: 

### Descrizione dei brani

#### Sons of Satan
La traccia d'apertura del disco è un "metal punk" che risente chiaramente dell'influenza dei Motörhead. Il brano è costituito da un caos sonoro sorretto da un riff tirato e rumoroso, mancano del tutto spunti melodici e il tutto è contraddistinto da una totale anarchia sonora che termina in una coda rumorosa e disorganizzata. Nel testo del brano è presente l'esortazione: «Join Venoms legions, Cause we’re going wild» ("Unitevi alle legioni dei Venom. Perché stiamo per scatenarci").

#### Welcome to Hell
"Benvenuti all'inferno" è il programmatico titolo della title track dell'album, e uno dei primi "classici" della band. Un potente riff di sapore NWOBHM sorregge la struttura di un brano che, seppur violento come il precedente, possiede una notevole linea melodica ben riconoscibile. Il testo è un'esortazione ad abbracciare il satanismo, la distruzione senza rimorsi e l'egoismo crudele. Verso la fine del pezzo è presente una non identificata voce femminile che recita un estratto del Salmo 23 mentre in sottofondo la voce di Cronos urla una lode a Satana: «Leave your souls at his feet, kiss the flames, scorn defeat» ("Lasciate l'anima ai suoi piedi, baciate le fiamme, rifiutate la sconfitta").

#### Schizoid
Altro brano in "stile Motörhead" con un cantato simile a un ringhio rabbioso, molto grezzo e veloce, dove heavy metal e punk si fondono per raccontare le gesta di un serial killer alla costante ricerca di vittime. In alcune raccolte successive dei Venom il titolo della canzone è riportato anche come Schizo o Schitzo.

#### Mayhem With Mercy
Breve intermezzo strumentale della durata di un minuto scarso, che funge da oasi di tranquillità dopo il caotico magma sonoro delle tracce precedenti. I Mayhem, noto gruppo black metal norvegese, trassero ispirazione per il loro nome da questa traccia e hanno anche re-interpretato il brano Witching Hour nell'EP Deathcrush (1987). L'abitudine di inserire oscuri strumentali relativamente "tranquilli" come interludio in album di metal estremo sarà portata avanti negli anni seguenti da vari artisti in ambito black metal e thrash metal.

#### Poison
Poison è un altro brano veloce di impronta Motörheadiana con un mid-tempo frizzante a rendere il tutto più movimentato. Il ritornello, nonostante l'aggressione sonora, è abbastanza orecchiabile; mentre il testo decanta le gesta di una insaziabile predatrice sessuale, una figlia di Satana con appetiti sessuali instancabili, che però alla fine, tacciata di infedeltà, viene minacciata dal narratore con le parole: «I'm gonna make you pay for all the times you've cheated and lied» ("Te la farò pagare per tutte le volte che mi hai tradito e mentito").

#### Live Like an Angel [Die Like a Devil]
Traccia già pubblicata su singolo come lato B di In League with Satan, è un rock and roll tirato che canta le lodi di una vita vissuta senza rimorsi o inibizioni di sorta, soddisfacendo ogni propria pulsione:
Got a place in hell reserved for me,

Live like an angel die like a devil,

Gonna burn in hell that’s where I’m gonna be.»
Ho un posto all’inferno riservato per me

Vivi come un angelo e muori come un diavolo

Brucerò all’inferno, ecco dove sarò»
(Live Like an Angel [Die Like a Devil], Venom)

#### Witching Hour
Nell'immaginario "satanico" da B-movie dell'album, entrano in campo le streghe. Il pezzo inizia con una serie di note di basso simili a campane a morto per poi proseguire con un riff in stile proto-thrash destinato a definire almeno un paio di sottogeneri heavy metal a venire. Witching Hour è un brano veloce, cattivo, scuro, violento con un tempo martellante che narra le gesta di un gruppo di streghe che evocano il Maligno durante un Sabba.
And feel the heat of satan’s breath»
E a sentire il calore del respiro di Satana»
(Witching Hour, Venom)

#### One Thousand Days In Sodom
Brano più lento rispetto agli altri, cadenzato, monolitico con un ritornello orecchiabile e un pregevole assolo alla chitarra da parte di Mantas nel mezzo. Il testo tratta della depravazione e del degrado imperanti nella biblica città di Sodoma, tra omicidi, torture, stupri, efferatezze varie e peccati mortali.

#### Angel Dust
Ode alla droga pesante conosciuta con il nome di "polvere d'angelo" o PCP, Angel Dust è un altro pezzo in stile metal punk con influenze da parte di Motörhead e Discharge. Il testo afferma di come nulla sia più potente della polvere d'angelo per "sballarsi" ed andare fuori di testa.

#### In League with Satan
What’s wrong or right,

I drink the blood of children,

Stalk my prey at night»
Cosa è giusto e cosa è sbagliato

Bevo il sangue dei bambini

Inseguo la mia preda di notte»
(In League With Satan, Venom)
In League with Satan comincia con una voce riprodotta facendo girare il nastro al contrario nel più puro stile "messaggio subliminale satanico" per poi proseguire con un lento e pesante ritmo percussivo a cadenza tribale opera del batterista Abaddon, che sfocia nel ritornello corale: «Evil, in league with Satan» ("Malvagio, alleato di Satana"). Questa è probabilmente la traccia dell'album più sinceramente accostabile a tematiche sataniste e diaboliche, tesi corroborata da alcune frasi e parole incise al contrario udibili nel corso del brano, soprattutto all'inizio e alla fine. Facendo girare in senso antiorario il vinile originale si possono sentire varie invocazioni demoniache: «Satan, raised in hell, I'm gonna burn your soul, crush your bones, I'm gonna make you bleed, you gonna bleed for me» ("Satana, cresciuto all'inferno, brucerò la tua anima, spezzerò le tue ossa, ti farò sanguinare, sanguinerai per me... ").

#### Red Light Fever
Un'introduzione in stile musichetta da quartiere a luci rosse fa da sfondo a questo brano, atipico rispetto alle altre tracce del disco, dove la tematica centrale non è il diavolo ma bensì il sesso mercenario. Dopo l'intro, la traccia diventa uno sferragliante ed esageratamente sconclusionato pezzo heavy metal.

### Copertina

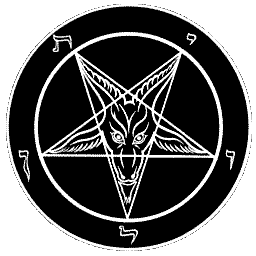
Il pentacolo con la punta rivolta in basso è un simbolo frequente del Satanismo.

La copertina dell'album è costituita da uno sfondo nero dove è presente un pentacolo circolare dorato, all'interno del quale si riconosce la testa dell'infernale Caprone di Mendes, simbolo della Chiesa di Satana, il Bafometto stilizzato e con un'espressione feroce e malvagia; sopra la scritta "Venom" e sotto il titolo del disco in caratteri gotici. La stella a cinque punte è a sua volta circoscritta da due circonferenze concentriche. Nello spazio insito tra le due circonferenze sono presenti cinque lettere ebraiche, ognuno in corrispondenza di una punta della stella che assumono il valore di Belial, Leviathan, Lucifero, Satana, indicando Terra, Acqua, Aria, Fuoco; più la punta sud che rappresenta l'uomo. La stessa grafica era già stata utilizzata per la copertina del singolo In League with Satan/Live Like an Angel, le uniche differenze sono il formato e il colore della stampa (dorata e non bianca) e, ovviamente, il titolo.
Sul retro copertina campeggia una foto della band con delle asce in mano su una spiaggia nei pressi di Newcastle. Nelle primissime copie del disco, era incluso anche un mini-poster in bianco e nero del gruppo.

## Pubblicazione
Disco di debutto inciso in soli tre giorni, non si tratta di un album vero e proprio ma di una collezione di nastri demo ri-registrati e confezionati con una copertina, e questo è il motivo per il quale sussiste una così grande differenza in termini di qualità sonora tra Welcome to Hell e l'album successivo, Black Metal. L'album fu pubblicato in Gran Bretagna su etichetta Neat Records nel dicembre 1981 (n. cat. NEAT 1002). Le prime copie includevano un foglio dei testi curiosamente rosa e un mini-poster in bianco e nero raffigurante i membri dei Venom. Il logo della casa discografica sulle varie stampe dell'LP in vinile varia di colorazione, si passa dal colore argento al blu, al verde, al bianco e al rosso.

## Accoglienza critica
| Recensione                       | Giudizio       |
| -------------------------------- | -------------- |
| AllMusic                         | [ 1 ]          |
| Collector's Guide to Heavy Metal | [ 10 ]         |
| Ondarock                         | Pietra miliare |
| Piero Scaruffi                   | [ 8 ]          |
| Sounds                           | [ 11 ]         |

Il giornalista britannico Geoff Barton scrisse nella sua recensione dell'album datata 1981 di Welcome to Hell, al quale assegnò cinque stelle su cinque, che l'album aveva "le dinamiche hi-fi di una pizza di cinquant'anni", e che "conferiva un nuovo significato al termine cataclismico". Altre reazioni da parte della critica all'uscita dell'album furono meno entusiaste; a molti la scarsa perizia tecnica del gruppo e la rozza produzione del disco sembrarono uno scherzo: se la New Wave Of British Heavy Metal era nata come reazione degli amanti dell'hard rock al pressappochismo punk, i Venom, con tutto il loro armamentario di croci rovesciate, catene, borchie, pelle nera, armi medievali e inni a Satana, trasformarono il satanismo in una baracconata per adolescenti inquieti. Le lodi maggiori arrivarono solo con il trascorrere del tempo grazie alla riconosciuta influenza del disco su tutta una pletora di band di metal estremo a venire. Secondo il giornalista musicale Eduardo Rivadavia di AllMusic, i momenti migliori del disco sono le tracce Welcome to Hell, In League with Satan, One Thousand Days in Sodom e Witching Hour; di quest'ultima Rivadavia scrisse: «Possibilmente la singola traccia più importante dei Venom, in essa si possono ascoltare diversi stilemi stilistici che avrebbero pervaso tutti i generi metal più estremi, in effetti poi diventati i loro cliché più regolarmente abusati». Il giornalista canadese Martin Popoff scrisse: «Welcome to Hell ha ottenuto un certo slancio favolosamente stupido, nonostante la registrazione di qualità sotto il livello dei bootleg, e Cronos si è rapidamente affermato come la voce più fastidiosa del rock»; aggiungendo in conclusione: «Dovrebbe essere considerato un disco di rilevanza storica nel metal, ma non il prodotto più ascoltabile della band». Il critico Piero Scaruffi individua nei brani Schizoid, Poison, Live Like an Angel e Witching Hour il punto nel quale i Venom "superano la vecchia tradizione del rock gotico per rifondarla in un ambito nuovo". Antonio Lo Giudice del sito Ondarock indica come massimi capolavori dell'album i pezzi Live Like an Angel, Angel Dust e Witching Hour. Nel 2017 la rivista Rolling Stone ha inserito Welcome to Hell al 74º posto nella lista The 100 Greatest Metal Albums of All Time da loro redatta.

## Tracce
Testi e musiche di Bray, Dunn, Lant.
1. Sons of Satan – 3:38
2. Welcome to Hell – 3:15
3. Schizoid – 3:34
4. Mayhem with Mercy – 0:58
5. Poison – 4:33
6. Live Like an Angel [Die Like a Devil] – 3:59
7. Witching Hour – 3:40
8. One Thousand Days in Sodom – 4:36
9. Angel Dust – 2:43
10. In League With Satan – 3:35
11. Red Light Fever – 5:14

## Tracce ristampa Sanctuary del 2002
1. Sons of Satan – 3:38
2. Welcome to Hell – 3:15
3. Schizoid – 3:34
4. Mayhem with Mercy – 0:58
5. Poison – 4:33
6. Live Like an Angel (Die Like a Devil) – 3:59
7. Witching Hour – 3:40
8. One Thousand Days in Sodom – 4:36
9. Angel Dust – 2:43
10. In League with Satan – 3:35
11. Red Light Fever – 5:14
12. Angel Dust (Lead Weight version) – 3:03
13. In League with Satan (7" version) – 3:31
14. Live Like an Angel (7" version) – 3:54
15. Bloodlust (7" version) – 2:59
16. In Nomine Satanas (7" version) – 3:29
17. Angel Dust (Demo) – 3:10
18. Raise the Dead (Demo) – 3:29
19. Red Light Fever (Demo) – 4:51
20. Welcome to Hell (Demo) – 4:57
21. Bitch Witch (Outtake) – 3:08
22. Snots Shit (Outtake) – 2:06

## Formazione
- Conrad "Cronos" Lant: voce, basso
- Jeffrey "Mantas" Dunn: chitarra
- Tony "Abaddon" Bray: batteria